# NGC 1031
NGC 1031 este o galaxie spirală situată în constelația Orologiul. A fost descoperită în 11 septembrie 1836 de către John Herschel.